# Magyar filmek Cannes-ban
A Cannes-ban bemutatott magyar filmek listája tartalmazza mind a cannes-i filmfesztivál hivatalos válogatásába nevezett, vagy meghívott nagyjátékfilmeket és rövidfilmeket, mind pedig az attól független szervezésű, de annak ideje alatt megtartott párhuzamos rendezvények (Kritikusok Hete, Filmkészítők Kéthete) keretében vetített alkotásokat is.
A magyar részvétel teljessége végett a felsorolásban szerepel Jancsó Miklós két, Olaszországban forgatott és Cannes-ban „olasz színekben” indított alkotása, a Technika és rítus (1972 – Rendezők Kéthete), valamint a Magánbűnök, közerkölcsök (1976 – hivatalos válogatás).
Nem szerepelnek a felsorolásban a különféle válogatásokba be nem került, de a magyar filmforgalmazók által a Filmvásárra kivitt alkotások.

## Hivatalos válogatás

### Nagyjátékfilmek versenye
| Év   | Film                                  | Rendező            | Megjegyzés                                                                               |
| ---- | ------------------------------------- | ------------------ | ---------------------------------------------------------------------------------------- |
| 1947 | A tanítónő                            | Keleti Márton      |                                                                                          |
| 1951 | Különös házasság                      | Keleti Márton      |                                                                                          |
| 1954 | Kiskrajcár                            | Keleti Márton      |                                                                                          |
| 1955 | Liliomfi                              | Makk Károly        |                                                                                          |
| 1956 | Körhinta                              | Fábri Zoltán       |                                                                                          |
| 1957 | Két vallomás                          | Keleti Márton      |                                                                                          |
| 1958 | Vasvirág                              | Herskó János       |                                                                                          |
| 1959 | Édes Anna                             | Fábri Zoltán       |                                                                                          |
| 1961 | Dúvad                                 | Fábri Zoltán       |                                                                                          |
| 1963 | Kertes házak utcája                   | Fejér Tamás        |                                                                                          |
| 1964 | Pacsirta                              | Ranódy László      | Legjobb férfi alakítás díja (Páger Antal)                                                |
| 1965 | Az életbe táncoltatott leány          | Banovich Tamás     | Technikai nagydíj                                                                        |
| 1966 | Szegénylegények                       | Jancsó Miklós      | FIPRESCI-díj                                                                             |
| 1967 | Tízezer nap                           | Kósa Ferenc        | Legjobb rendezés díja                                                                    |
| 1968 | Csillagosok, katonák                  | Jancsó Miklós      |                                                                                          |
| 1968 | Feldobott kő                          | Sára Sándor        |                                                                                          |
| 1969 | Fényes szelek                         | Jancsó Miklós      |                                                                                          |
| 1970 | Magasiskola                           | Gaál István        | Zsűri díja                                                                               |
| 1971 | Szerelem                              | Makk Károly        | Zsűri díja, Külön dicséret (Törőcsik Mari és Darvas Lili)                                |
| 1972 | Még kér a nép                         | Jancsó Miklós      | Legjobb rendezés díja                                                                    |
| 1973 | Petőfi '73                            | Kardos Ferenc      |                                                                                          |
| 1974 | Macskajáték                           | Makk Károly        |                                                                                          |
| 1975 | Szerelmem, Elektra                    | Jancsó Miklós      |                                                                                          |
| 1976 | Déryné, hol van?                      | Maár Gyula         | Legjobb női alakítás díja (Törőcsik Mari)                                                |
| 1976 | Magánbűnök, közerkölcsök              | Jancsó Miklós      |                                                                                          |
| 1977 | Budapesti mesék                       | Szabó István       |                                                                                          |
| 1978 | Egy erkölcsös éjszaka                 | Makk Károly        |                                                                                          |
| 1979 | Magyar Rapszódia és Allegro Barbaro   | Jancsó Miklós      | Életműdíj                                                                                |
| 1980 | Örökség                               | Mészáros Márta     |                                                                                          |
| 1981 | Cserepek                              | Gaál István        |                                                                                          |
| 1981 | Mephisto                              | Szabó István       | Legjobb forgatókönyv díja (Szabó István és Dobai Péter), FIPRESCI-díj                    |
| 1982 | Egymásra nézve                        | Makk Károly        | FIPRESCI-díj                                                                             |
| 1983 | Visszaesők                            | Kézdi-Kovács Zsolt |                                                                                          |
| 1984 | Napló gyermekeimnek                   | Mészáros Márta     | Zsűri külön nagydíja                                                                     |
| 1985 | Redl ezredes                          | Szabó István       | Zsűri díja                                                                               |
| 1987 | Az utolsó kézirat                     | Makk Károly        |                                                                                          |
| 1988 | Hanussen                              | Szabó István       |                                                                                          |
| 2007 | A londoni férfi                       | Tarr Béla          |                                                                                          |
| 2008 | Delta                                 | Mundruczó Kornél   | FIPRESCI-díj                                                                             |
| 2010 | Szelíd teremtés – A Frankenstein-terv | Mundruczó Kornél   |                                                                                          |
| 2015 | Saul fia                              | Nemes Jeles László | Nagydíj, FIPRESCI-díj, Technikai-művészi Vulcain-díj (Zányi Tamás), François Chalais-díj |
| 2017 | Jupiter holdja                        | Mundruczó Kornél   |                                                                                          |
| 2021 | A feleségem története                 | Enyedi Ildikó      |                                                                                          |

### Un certain regard
| Év   | Film                  | Rendező            | Megjegyzés            |
| ---- | --------------------- | ------------------ | --------------------- |
| 1979 | A kedves szomszéd     | Kézdi-Kovács Zsolt |                       |
| 1980 | Csontváry             | Huszárik Zoltán    |                       |
| 1981 | A tanú                | Bacsó Péter        |                       |
| 1984 | Mária-nap             | Elek Judit         |                       |
| 1989 | Az én XX. századom    | Enyedi Ildikó      | Arany Kamera          |
| 1991 | Halálutak és angyalok | Kamondi Zoltán     |                       |
| 1992 | A nyaraló             | Can Togay          |                       |
| 1995 | A részleg             | Gothár Péter       |                       |
| 1997 | Witman fiúk           | Szász János        |                       |
| 1998 | Szenvedély            | Fehér György       |                       |
| 2004 | Kontroll              | Antal Nimród       | Ifjúság díja          |
| 2005 | Johanna               | Mundruczó Kornél   |                       |
| 2006 | Taxidermia            | Pálfi György       |                       |
| 2010 | Pál Adrienn           | Kocsis Ágnes       | FIPRESCI-díj          |
| 2014 | Fehér isten           | Mundruczó Kornél   | Un certain regard-díj |
| 2017 | Out                   | Kristóf György     |                       |

### Rövidfilmek
| Év   | Film                         | Rendező                          | Megjegyzés                 |
| ---- | ---------------------------- | -------------------------------- | -------------------------- |
| 1951 | Egy kerecsensólyom története | Homoki Nagy István               |                            |
| 1954 | Akvárium                     | Kollányi Ágoston                 | Technikai nagydíj          |
| 1954 | Kék vércsék erdejében        | Homoki Nagy István               |                            |
| 1954 | Virágos Kalocsa              | Lakatos Vince                    |                            |
| 1955 | Aggtelek                     | Kollányi Ágoston                 |                            |
| 1956 | Cigánytánc                   | Banovich Tamás                   |                            |
| 1956 | Kati és a vadmacska          | Kollányi Ágoston                 |                            |
| 1957 | Bölcsők                      | Kollányi Ágoston                 | Technikai nagydíj          |
| 1958 | Egy másodperc története      | Kollányi Ágoston                 |                            |
| 1959 | A telhetetlen méhecske       | Macskássy Gyula                  |                            |
| 1960 | Ragadozó növények            | Kollányi Ágoston                 | Elismerő oklevél           |
| 1961 | Párbaj                       | Macskássy Gyula                  | Különdíj                   |
| 1962 | Szenvedély                   | Nepp József                      |                            |
| 1963 | Te                           | Szabó István                     | Zsűri külön dicsérete      |
| 1964 | 1, 2, 3                      | Macskássy Gyula és Várnai György |                            |
| 1964 | Kedd                         | Novák Márk                       |                            |
| 1965 | Nyitány                      | Vadász János                     | Nagydíj, Technikai nagydíj |
| 1967 | Napló                        | Kovásznai György                 |                            |
| 1973 | Az 1812-es év                | Reisenbüchler Sándor             | Zsűri különdíja            |
| 1974 | Jócselekedetek               | Vajda Béla                       |                            |
| 1976 | Babfilm                      | Foky Ottó                        |                            |
| 1977 | Küzdők                       | Jankovics Marcell                | Arany Pálma                |
| 1978 | Új lakók                     | Gyulai Líviusz                   |                            |
| 1980 | Magyar képek 1., 3.          | Szórádi Csaba                    |                            |
| 1981 | Moto Perpetuo                | Vajda Béla                       | Arany Pálma                |
| 1982 | Bumeráng                     | Zsáky Zsuzsanna                  |                            |
| 1982 | Szárnyaslények boltja        | Halmai László                    |                            |
| 1983 | Ad Astra                     | Cakó Ferenc                      |                            |
| 1984 | Ajtó 8                       | Horváth Mária                    |                            |
| 1986 | A szél                       | Varga Csaba                      |                            |
| 1987 | Ujjhullám                    | Nagy Gyula                       |                            |
| 1988 | Ab Ovo – Homoknyomok         | Cakó Ferenc                      | Zsűri díja                 |
| 1992 | Az út                        | Nyikolaj Ivanov Neikov           |                            |
| 1995 | A homok dala                 | Cakó Ferenc                      |                            |
| 1996 | Szél                         | Iványi Marcell                   | Arany Pálma                |
| 1998 | Jónás                        | Gyulai Líviusz                   |                            |
| 2002 | Eső után                     | Mészáros Péter                   | Arany Pálma                |
| 2005 | Before Dawn                  | Kenyeres Bálint                  |                            |
| 2008 | 411-Z                        | Erdélyi Dániel                   |                            |
| 2014 | A kivégzés                   | Szőcs Petra                      |                            |
| 2023 | 27                           | Buda Flóra Anna                  | Arany Pálma                |
| 2025 | The Spectacle                | Kenyeres Bálint                  |                            |

### Cinéfondation
| Év   | Film               | Rendező            | Megjegyzés                  |
| ---- | ------------------ | ------------------ | --------------------------- |
| 2004 | Kis Apokrif No. 2. | Mundruczó Kornél   |                             |
| 2006 | A vírus            | Kocsis Ágnes       | Cinéfondation harmadik díja |
| 2010 | Itt vagyok         | Szimler Bálint     |                             |
| 2014 | Provincia          | Kárpáti György Mór |                             |
| 2016 | A nyalintás nesze  | Andrasev Nadja     | Cinéfondation harmadik díja |
| 2017 | Láthatatlanul      | Szentpéteri Áron   |                             |
| 2019 | Ahogy eddig        | Moldovai Katalin   |                             |
| 2020 | Agapé              | Beleznai Márk      | [ 13 ]                      |
| 2021 | Fonica M-120       | Rudolf Olivér      | [ 14 ]                      |
| 2022 | Hajszálrepedés     | Szelestey Bianka   |                             |

### Versenyen kívül vetített filmek
| Év   | Film                          | Rendező          | Megjegyzés            |
| ---- | ----------------------------- | ---------------- | --------------------- |
| 1972 | Sziget a szárazföldön         | Elek Judit       |                       |
| 1972 | Holdudvar                     | Mészáros Márta   |                       |
| 1975 | A csodálatos mandarin         | Szinetár Miklós  |                       |
| 1975 | A fából faragott királyfi     | Horváth Ádám     |                       |
| 1976 | Labirintus                    | Kovács András    |                       |
| 1981 | A légy                        | Rofusz Ferenc    |                       |
| 1983 | Holtpont                      | Rofusz Ferenc    |                       |
| 2010 | Két lány az uccán             | Tóth Endre       | Cannes-i Klasszikusok |
| 2012 | Final Cut – Hölgyeim és Uraim | Pálfi György     |                       |
| 2015 | Szegénylegények               | Jancsó Miklós    | Cannes-i Klasszikusok |
| 2016 | Szerelem                      | Makk Károly      | Cannes-i Klasszikusok |
| 2017 | Körhinta                      | Fábri Zoltán     | Cannes-i Klasszikusok |
| 2019 | A tanú                        | Bacsó Péter      | Cannes-i Klasszikusok |
| 2020 | Feldobott kő                  | Sára Sándor      | Cannes-i Klasszikusok |
| 2021 | Evolúció                      | Mundruczó Kornél | Cannes-i Premierek    |
| 2021 | Napló gyermekeimnek           | Mészáros Márta   | Cannes-i Klasszikusok |
| 2023 | Sziget a szárazföldön         | Elek Judit       | Cannes-i Klasszikusok |
| 2025 | A napfény íze                 | Szabó István     | Cannes-i Klasszikusok |

## Párhuzamos rendezvények

### Kritikusok Hete

#### Nagyjátékfilmek
| Év   | Film                  | Rendező                      | Megjegyzés   |
| ---- | --------------------- | ---------------------------- | ------------ |
| 1966 | Gyerekbetegségek      | Kardos Ferenc és Rózsa János |              |
| 1968 | Meddig él az ember?   | Elek Judit                   |              |
| 1969 | Sziget a szárazföldön | Elek Judit                   |              |
| 1971 | Büntetőexpedíció      | Magyar Dezső                 |              |
| 1981 | Boldogtalan kalap     | Sós Mária                    |              |
| 1983 | Adj király katonát!   | Erdőss Pál                   | Arany Kamera |
| 1984 | István, a király      | Koltay Gábor                 |              |
| 2006 | Friss levegő          | Kocsis Ágnes                 |              |
| 2018 | Egy nap               | Szilágyi Zsófia              | FIPRESCI-díj |

#### Rövidfilmek
| Év   | Film     | Rendező        | Megjegyzés |
| ---- | -------- | -------------- | ---------- |
| 2003 | Gránátok | Politzer Péter |            |
| 2008 | Ergo     | M. Tóth Géza   |            |
| 2016 | Superbia | Tóth Luca      |            |

### Filmkészítők Kéthete

#### Nagyjátékfilmek
| Év   | Film                                          | Rendező            | Megjegyzés                       |
| ---- | --------------------------------------------- | ------------------ | -------------------------------- |
| 1969 | Holdudvar                                     | Mészáros Márta     |                                  |
| 1969 | Sirokkó                                       | Jancsó Miklós      |                                  |
| 1971 | Égi bárány                                    | Jancsó Miklós      |                                  |
| 1971 | Staféta                                       | Kovács András      |                                  |
| 1972 | Technika és rítus                             | Jancsó Miklós      |                                  |
| 1973 | Fotográfia                                    | Zolnay Pál         |                                  |
| 1977 | Kilenc hónap                                  | Mészáros Márta     |                                  |
| 1979 | Angi Vera                                     | Gábor Pál          | FIPRESCI-díj                     |
| 1980 | Vasárnapi szülők                              | Rózsa János        |                                  |
| 1981 | Nárcisz és Psyché                             | Bódy Gábor         |                                  |
| 1982 | Megáll az idő                                 | Gothár Péter       | Külföldi film ifjúsági díja      |
| 1983 | Szerencsés Dániel                             | Sándor Pál         | FIPRESCI-díj                     |
| 1984 | Eszkimó asszony fázik                         | Xantus János       |                                  |
| 1985 | Megfelelő ember kényes feladatra              | Kovácsi János      |                                  |
| 1986 | Visszaszámlálás                               | Erdőss Pál         |                                  |
| 1987 | Hol volt, hol nem volt                        | Gazdag Gyula       |                                  |
| 1987 | Malom a pokolban                              | Maár Gyula         |                                  |
| 1990 | Céllövölde                                    | Sopsits Árpád      | Ifjúsági zsűri elismerő oklevele |
| 1991 | És mégis...                                   | Kézdi-Kovács Zsolt |                                  |
| 1993 | Gyerekgyilkosságok                            | Szabó Ildikó       | FIPRESCI-díj                     |
| 1996 | Haggyállógva, Vászka                          | Gothár Péter       |                                  |
| 1996 | Mondani a mondhatatlant – Elie Wiesel üzenete | Elek Judit         |                                  |
| 2000 | Werckmeister harmóniák                        | Tarr Béla          |                                  |
| 2002 | Bibó Breviárium                               | Forgács Péter      |                                  |
| 2006 | Fehér tenyér                                  | Hajdu Szabolcs     |                                  |

#### Rövidfilmek
| Év   | Film                    | Rendező          | Megjegyzés |
| ---- | ----------------------- | ---------------- | ---------- |
| 2003 | A 78-as szent Johannája | Mundruczó Kornél |            |
| 2005 | Résfilm                 | Kardos Sándor    |            |
| 2009 | A repülés története     | Kenyeres Bálint  |            |
| 2011 | Csicska                 | Till Attila      |            |
| 2013 | Lágy eső                | Nagy Dénes       |            |

## Külső hivatkozások
- A cannes-i fesztivál hivatalos honlapja (angolul), (franciául)
- A Kritikusok Hete hivatalos honlapja (angolul), (franciául)
- A Rendezők Kéthete hivatalos honlapja (angolul), (franciául)
- Cannes Film Festival Archiválva 2010. április 11-i dátummal a Wayback Machine-ben. IMDB.
- A díjazottak listája a kritikus tömeg honlapján (magyarul)